# لويس دومون
لويس دومون هو لاعب هوكي الجليد كندي، ولد في 30 يناير 1973 في كالغاري في كندا.

## وصلات خارجية
- لويس دومون على موقع دوري الهوكي الوطني (الإنجليزية)
- لويس دومون على موقع EliteProspects.com (الإنجليزية)
- لويس دومون على موقع HockeyDB.com (الإنجليزية)